# Okręg wyborczy Brighton Pavilion
Okręg wyborczy Brighton Pavilion powstał w 1950 r. i wysyła do brytyjskiej Izby Gmin jednego deputowanego. Okręg obejmuje miasto Brighton w hrabstwie East Sussex. Nazwę otrzymał od Royal Pavilion, który znajduje się w granicach okręgu. Od 2010 okręg reprezentuje Caroline Lucas, pierwsza deputowana do Izby Gmin z Partii Zielonych Anglii i Walii.

## Deputowani do Izby Gmin z okręgu Brighton Pavilion
| Wybory | Deputowany      | Partia                          |
| ------ | --------------- | ------------------------------- |
| 1950   | William Teeling | Partia Konserwatywna            |
| 1969   | Julian Amery    | Partia Konserwatywna            |
| 1992   | Derek Spencer   | Partia Konserwatywna            |
| 1997   | David Lepper    | Partia Pracy-Co-operative Party |
| 2010   | Caroline Lucas  | Partia Zielonych Anglii i Walii |